# Prix de la meilleure bande dessinée de science-fiction
Le Prix de la meilleure bande dessinée de science-fiction récompense chaque année un album de bande dessinée, dans le cadre du festival des Utopiales à Nantes.

## Lauréat
- 2000 : L'histoire de Siloë, Serge Le Tendre et Servain, Ed. Delcourt, 2000
- 2001 : Les Cosmonautes du futur, Lewis Trondheim et Manu Larcenet, Ed. Dargaurd, 2001
- 2002 : Des Lendemains sans Nuages, Fabien Vehlmann, Ralph Meyer et Bruno Gazzotti, Ed. Le Lombard, 2001
- 2003 : Planetes, tome 3 de Makoto Yukimura[1]
- 2004 : Universal War One T.5 : Babel, Denis Bajram, Ed. Soleil Productions, 2004
- 2005 : La Bulle de Berthold d'Agrimbau et Ippoliti
- 2006 : Après la Guerre de Luc Brunschwig, Freddy Martin et Étienne Le Roux, éd. Futuropolis, 2006
- 2007 : Death Note de Tsugumi Ohba et Takeshi Obata, éd. Kana, 2007
- 2008 : Château l'Attente de Linda Medley, éd. Delcourt, 2007

- 2009 : Malinky Robot de Sonny Liew, éd. Paquet, 2009
  - Prix spécial du jury : Ikigami, Préavis de mort de Motoro Masse, éd. Asuka, 2009

- 2010 : Les Derniers jours d'un immortel de Fabien Vehlmann et Gwen De Bonneval, éd. Futuropolis, 2010

- 2011 : Château de Sable de Frederik Peeters et Pierre-Oscar Lévy[2].

- 2012 : Daytripper, Fabio Moon et Gabriel Bá
  - Prix spécial du jury : Big Crunch, Rémi Gourrierec[3]

- 2013 : Souvenirs de l’empire de l’atome de Thierry Smolderen et Alexandre Clérisse, éd. Dargaud, 2013[4]

- 2014 : Punk Rock Jesus de Sean Murphy, éd. Urban Comics, 2013.
  - Mention spéciale du jury : Kanopé de Louise Joor, éd. Delcourt, 2014[5]

- 2015 : Les Ogres-Dieux, tome 1, Petit, Hubert et Bertrand Gatignol, éd. Soleil, 2014
  - Album « coup de cœur » du public : Soucoupes, Obion et Arnaud Le Gouëfflec, éd. Glénat, 2015[6]

- 2016 : Nefer, Chants et contes des premières terres, Arnaud Boutle, Éd. Delcourt, 2015[7]

- 2017 : La Terre des fils, Gipi, Éditions Futuropolis[8]

- 2018 : Ces jours qui disparaissent, de Timothé Le Boucher, Éd. Glénat, 2017[9]
  - Mention spéciale du jury : Alt-Life, de Joseph Falzon et Thomas Cadène, Éd. Le Lombard, 2018[10]
- 2019 : Un gentil orc sauvage de Théo Grosjean, Éd. Delcourt, 2019 [11]
- 2020 : Mécanique céleste de Merwan Chabane, Éd. Dargaud, 2019[12]
- 2021 : Carbone & Silicium de Mathieu Bablet, Éd. Ankama, 2020[13]
- 2022 : René·e aux bois dormants de Elene Usdin, Éd. Sarbacane, 2021[14]
- 2023 : Astra Nova de Lisa Blumen, Éd. L'Employé du Moi, 2023[15]